# Hiang Karya
Hiang Karya is een bestuurslaag in het regentschap Kerinci van de provincie Jambi, Indonesië. Hiang Karya telt 497 inwoners (volkstelling 2010).